# Liste des lieux patrimoniaux de la Côte-Nord
Cet article recense les lieux patrimoniaux de la Côte-Nord inscrit au répertoire des lieux patrimoniaux du Canada, qu'ils soient de niveau provincial, fédéral ou municipal.

## Liste des lieux patrimoniaux
- Haut – A
- B
- C
- D
- E
- F
- G
- H
- I
- J
- K
- L
- M
- N
- O
- P
- Q
- R
- S
- T
- U
- V
- W
- X
- Y
- Z

| [ 1 ] | Lieu patrimonial                                       | Illustration                                           | Municipalité                               | Adresse                     | Coordonnées        | No    | Constr. | Prot.                | Rec.           | Notes |
| ----- | ------------------------------------------------------ | ------------------------------------------------------ | ------------------------------------------ | --------------------------- | ------------------ | ----- | ------- | -------------------- | -------------- | ----- |
| M     | Église de Sainte-Amélie                                | Église de Sainte-Amélie                                | Baie-Comeau                                | Avenue Marquette            | 49.21922 -68.1475  | 13799 | 1940    | IP cité              | 2001           |       |
| P     | Maison Johan-Beetz                                     | Maison Johan-Beetz                                     | Baie-Johan-Beetz                           | Route 138                   | 50.28897 -62.33908 | 9371  | 1899    | IP classé            | 1979           |       |
| F     | Épave du navire Elizabeth and Mary                     | Téléverser                                             | Baie-Trinité                               |                             | 49.38193 -67.31529 | 15926 |         | LHN                  | 1997           |       |
| P     | Phare de Pointe-des-Monts                              | Phare de Pointe-des-Monts                              | Baie-Trinité                               | Route 138                   | 49.32558 -67.36669 | 9366  | 1830    | IP classé            | 1965           |       |
| F     | Blanc-Sablon                                           | Blanc-Sablon                                           | Blanc-Sablon                               |                             | 51.42553 -57.14394 | 15814 |         | LHN                  | 2007           | [ 3 ] |
| P     | Site archéologique de la Rive-Ouest-de-la-Blanc-Sablon | Site archéologique de la Rive-Ouest-de-la-Blanc-Sablon | Blanc-Sablon                               |                             | 51.42553 -57.14394 | 13434 |         | SP classé SP classé  | 1989 1993      | [ 4 ] |
| P     | Site archéologique de l'Île-au-Bois                    | Site archéologique de l'Île-au-Bois                    | Blanc-Sablon                               |                             | 51.38936 -57.13969 | 13396 |         | SP classé            | 1989           |       |
| P     | Site patrimonial de Room's Point                       | Site patrimonial de Room's Point                       | Blanc-Sablon                               |                             | 51.42467 -57.13808 | 12442 |         | SP classé            | 1989           |       |
| M     | Église Sainte-Anne de l'île Providence                 | Téléverser                                             | Côte-Nord-du-Golfe-du-Saint-Laurent        | Tête-à-la-Baleine           | 50.61425 -59.22814 | 11976 | 1895    | IP cité              | 1995           |       |
| P     | Site archéologique du Poste-de-Nétagamiou              | Téléverser                                             | Côte-Nord-du-Golfe-du-Saint-Laurent        | Nantagamiou                 | 50.47925 -59.58808 | 13805 |         | SP classé            | 1974           |       |
| M     | Arboriduc                                              | Arboriduc                                              | Forestville                                |                             | 48.73933 -69.06031 | 14411 | 1943    | IP cité              | 2007           |       |
| M     | La Petite Anglicane de Forestville                     | Téléverser                                             | Forestville                                | 2e Rue                      | 48.73717 -69.07025 | 8493  | 1948    | IP cité              | 2004           |       |
| P     | Arrondissement naturel de l'Archipel-de-Mingan         | Arrondissement naturel de l'Archipel-de-Mingan         | Havre-Saint-Pierre Longue-Pointe-de-Mingan |                             | 50.20278 -63.47972 | 10225 |         | SP déclaré           | 1978           |       |
| P     | Four à chaux de Baie-Sainte-Claire                     | Téléverser                                             | L'Île-d'Anticosti                          |                             | 49.89806 -64.49219 | 13057 | 1897    | IP classé IP reconnu | 2012 2010 1976 |       |
| F     | Phare                                                  | Téléverser                                             | L'Île-d'Anticosti                          | Bagot Bluff                 | 49.066 -62.25978   | 10890 | 1912    | ÉFP reconnu          | 1991           |       |
| F     | Phare                                                  | Téléverser                                             | L'Île-d'Anticosti                          | Cap-de-la-Table             | 49.35118 -61.89567 | 10949 | 1918    | ÉFP reconnu          | 1990           |       |
| F     | Phare                                                  | Téléverser                                             | L'Île-d'Anticosti                          | Cap-de-Rabast               | 49.9516 -64.14927  | 10948 | 1918    | ÉFP reconnu          | 1990           |       |
| F     | Phare                                                  | Téléverser                                             | L'Île-d'Anticosti                          | Pointe-Carleton             | 49.73154 -62.94261 | 10893 | 1917    | ÉFP reconnu          | 1990           |       |
| P     | Site archéologique des Basques-de-l'Anse-à-la-Cave     | Téléverser                                             | Les Bergeronnes                            | Rang 1                      | 48.28567 -69.44894 | 12464 |         | SP classé            | 2008           |       |
| P     | Sites archéologiques de la Pointe-à-John               | Téléverser                                             | Les Bergeronnes                            | Rue de la Mer               | 48.23017 -69.55053 | 12932 |         | SP classé            | 1983           |       |
| M     | Propriété de la famille Vigneault                      | Téléverser                                             | Natashquan                                 | Allée des Galets            | à géolocaliser     |       |         | IP cité              | 2008           |       |
| P     | Site patrimonial des Galets                            | Site patrimonial des Galets                            | Natashquan                                 |                             | 50.18167 -61.82344 | 12391 |         | SP classé            | 2006           |       |
| M     | Église de Sainte-Anne                                  | Téléverser                                             | Portneuf-sur-Mer                           | Rue de Monseigneur-Bouchard | 48.61772 -69.10022 | 13255 | 1925    | IP cité              | 2006           |       |
| M     | Site du patrimoine de Sacré-Cœur                       | Site du patrimoine de Sacré-Cœur                       | Sacré-Cœur                                 |                             | 48.23278 -69.80167 | 10334 |         | SP cité              | 2004           |       |
| F     | Corossol                                               | Téléverser                                             | Sept-Îles                                  |                             | 50.09371 -66.39141 | 15957 |         | LHN                  | 1995           |       |
| P     | Chapelle de Tadoussac                                  | Chapelle de Tadoussac                                  | Tadoussac                                  | Rue du Bord-de-l'Eau        | 48.14189 -69.71536 | 12432 |         | IP classé IP classé  | 2006 1999 1965 | [ 5 ] |
| F     | Phare                                                  | Phare                                                  | Tadoussac                                  | Île Rouge                   | 48.06944 -69.5547  | 10437 | 1848    | ÉFP reconnu          | 1988           |       |